# Arrondissement de Friedrichshain-Kreuzberg
Friedrichshain-Kreuzberg [ˈfʀiːdʀɪçsˌhaɪ̯n ˈkʀɔɪ̯t͡sˌbɛʁk]  est le 2e arrondissement administratif (Bezirk) de Berlin, formé en 2001 par la fusion des anciens districts de Friedrichshain et Kreuzberg, constituant ainsi deux nouveaux quartiers.
Cet arrondissement est le seul, avec celui de Mitte, à mêler des anciens districts de Berlin-Ouest et de Berlin-Est.

## Les quartiers
| Quartier                                   | Superficie (km²) | Population (01/2017) | Densité (hab/km²) | Carte                                    |
| ------------------------------------------ | ---------------- | -------------------- | ----------------- | ---------------------------------------- |
| (0201) Friedrichshain                      | 9,78             | 128 373              | 13 126            | District map of Friedrichshain-Kreuzberg |
| (0202) Kreuzberg                           | 10,38            | 152 950              | 14 706            | District map of Friedrichshain-Kreuzberg |
| Arrondissement de Friedrichshain-Kreuzberg | 20,16            | 281 323              | 13 955            | District map of Friedrichshain-Kreuzberg |

## Lieux
- Berliner Kabarett Anstalt
- Ballhaus Naunynstraße

## Politique

Les 55 délégués élus pour la période 2016-2021 et leurs couleurs partisanes respectives :
Die Grünen 20
Die Linke 12
SPD 10
CDU 4
AfD 3
FDP 2
Piraten 2
Die PARTEI 2

Le conseils d'arrondissement sont nommés par 55 délégués bénévoles élus pour cinq ans. La dernière élection a eu lieu le 18 septembre 2016, en parallèle des élections législatives.

### Maires successifs depuis 2001
| Mandat                              | Maire d'arrondissement | Parti |
| ----------------------------------- | ---------------------- | ----- |
| 1er janvier 2001 – 31 janvier 2002  | Bärbel Grygier         | PDS   |
| 1er février 2002 – 14 novembre 2006 | Cornelia Reinauer      | PDS   |
| 15 novembre 2006 – 31 juillet 2013  | Franz Schulz           | Grüne |
| depuis le 1er août 2013             | Monika Herrmann        | Grüne |

## Jumelages
| International - San Rafael del Sur (Nicaragua) depuis janvier 1986 - Kiryat-Yam (Israël) depuis 1990 - Stettin (Pologne) depuis juin 1996 - Kadıköy, district d'Istanbul (Turquie) depuis août 1996 - Oborište (Оборище), district de Sofia (Bulgarie) depuis mai 1999 | National - Wiesbaden (Hesse) – depuis avril 1964 - Porta Westfalica (Rhénanie-du-Nord-Westphalie) – depuis avril 1968 - Arrondissement de la Bergstraße (Hesse) – depuis juillet 1969 - Ingelheim am Rhein (Rhénanie-Palatinat) – depuis octobre 1971 - Arrondissement de Limburg-Weilburg (Hesse) – depuis mars 1980 |